# 雅茲敏·萊恩
雅茲敏·安·萊恩（英語：Yazmeen Ann Ryan，1999年2月25日—）是美國職業女子足球運動員，司職中場，現效力國家女子足球聯賽球隊休士頓衝鋒及美國國家女子足球隊。她曾代表不同隊伍贏得2次國家女子足球聯賽季後賽冠軍。

## 早期生活
雅茲敏·萊恩出生並成長於奧克拉荷馬州克里夫蘭郡的諾曼。她是麗莎·萊恩（Lisa Ryan）的第三個女兒，她有兩個姊姊席夢（Simone）、法蘭崔絲卡（Francesca）和妹妹潔達（Jada）；潔達和雅茲敏一樣是足球員，目前就讀奧克拉荷馬塞米諾爾州立大學。
萊恩曾就讀北諾曼高中。她加入的第一支青年足球俱樂部是諾曼凱爾特人（Norman Celtic），她曾帶領隊伍贏得州立錦標賽冠軍。

### 德州基督角蜥
2017年，萊恩就讀德克薩斯基督教大學並效力德州基督角蜥女子足球隊。她在2020年起擔任該隊隊長，並且帶領隊伍挺進2021年12大聯盟女子足球錦標賽的冠軍賽，雖然萊恩因傷缺席冠軍賽，不過角蜥隊最終仍奪下隊史首座聯盟錦標賽冠軍。萊恩效力於角蜥隊4年總計75場出賽、23顆進球以及23次助攻的成績，她曾同時入選2017年12大聯盟最佳新生陣容（Big 12 All-Freshman Team）和次佳陣容（All-Big 12 Second Team），2018年和2019年連續兩年雙雙入選12大聯盟最佳女子足球陣容（All-Big 12 First Team）和美國足球教練協會評選的中西部地區最佳陣容（USSCA 1st-Team All-Midwest Region），以及2020年NCAA第一級別全美最佳女子足球陣容（NCAA Division I Women's All-America Team）。

## 俱樂部生涯

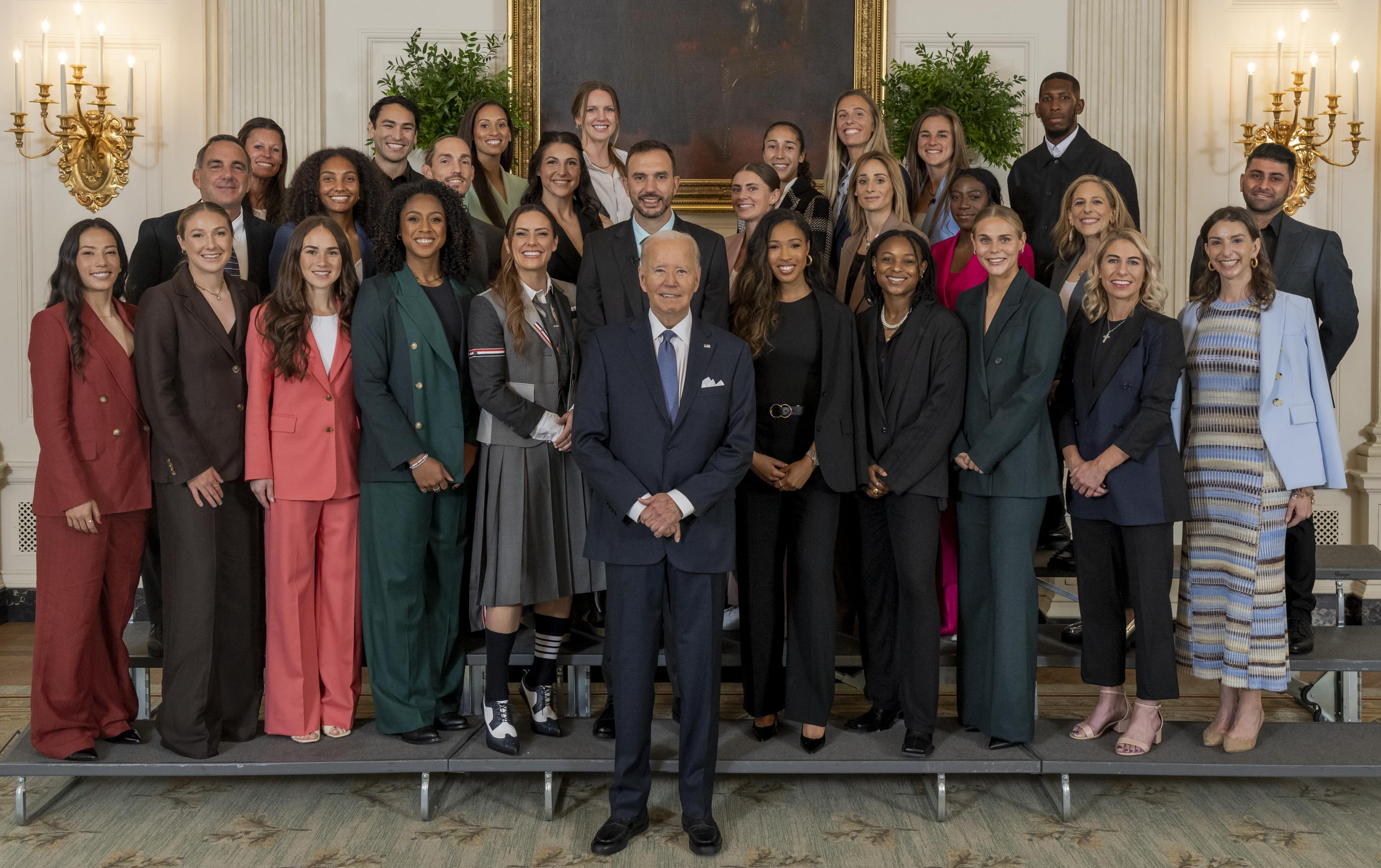
萊恩（中排左二）與紐澤西/紐約高譚球員及總教練胡安·卡洛斯·阿莫羅斯受邀至白宮接受總統表揚。

萊恩最初效力家鄉的業餘足球俱樂部奧克拉荷馬城，曾被提名為該隊的歷史最佳陣容。

### 波特蘭荊棘
2021年1月，萊恩參加國家女子足球聯賽選秀以首輪第6順位被波特蘭荊棘選中，她是波特蘭荊棘在選秀大會的首要目標，波特蘭荊棘甚至以第7順位、第32順位選擇權和一個國家隊名額換取芝加哥紅星的第6順位選擇權。2021年6月。波特蘭荊棘與萊恩簽下3年合約，萊恩正式開啟職業足球生涯。
萊恩在2022年國家女子足球聯賽挑戰盃分區賽打入她在波特蘭荊棘的首顆進球，幫助隊伍以3比1擊敗天使城。同年7月1日，她在對陣天使城的例行賽踢進首顆職業聯賽進球。10月29日，萊恩在對陣堪薩斯城潮流的NWSL冠軍賽先發上場；下半場第55分鐘，她在禁區傳中給隊友時，意外讓對手失誤打入烏龍球，最終幫助隊伍以2比0贏得勝利並奪下冠軍寶座。

### 紐澤西/紐約高譚
2023年2月，萊恩以25萬美元轉會至紐澤西/紐約高譚並簽下一紙3年合約。同年10月，她在季後賽的半準決賽打入一球，幫助隊伍擊敗北卡羅萊納勇氣晉級準決賽。11月11日，萊恩連續兩年均參加NWSL冠軍賽，最後幫助高譚奪下隊史首座季後賽冠軍。2024年9月23日，萊恩與其他高譚球員受邀至美國白宮接受總統喬·拜登表揚該隊奪得2023年國家女子足球聯賽季後賽冠軍。
2024年10月2日，萊恩在對陣弗雷澤斯馬鞭的中北美洲及加勒比海女子冠軍盃分組賽上演生涯首個帽子戲法，幫助高譚以13比0大勝對手球隊。她同時也是首位在中北美洲及加勒比海女子冠軍盃完成帽子戲法的球員。

### 休士頓衝鋒
2024年12月7日，紐澤西/紐約高譚與休士頓衝鋒達成協議，以40萬美元加上高譚的8萬元聯盟內轉會資金將萊恩出售至休士頓衝鋒。

## 國家隊生涯
萊恩曾代表美國U18和美國U23參加比賽。2024年1月，萊恩入選2024年美洲女子金盃的52人初選名單，惜未被選入最終名單。
2024年10月17日，萊恩獲得成年隊總教練艾瑪·海耶斯徵召參加10月的兩場友誼賽。同月24日，她在對陣冰島的比賽完成她的成年國家隊首秀，並且幫助隊伍以3比1取勝。

## 生涯數據

### 俱樂部統計
最後更新：2024年11月16日。
| 球隊            | 賽季     | 聯賽     | 聯賽 | 聯賽 | 聯賽盃 | 聯賽盃 | 季後賽 | 季後賽 | 洲際賽事 | 洲際賽事 | 其他 | 其他 | 總計 | 總計 |
| 球隊            | 賽季     | 分級     | 出場 | 進球 | 出場   | 進球   | 出場   | 進球   | 出場     | 進球     | 出場 | 進球 | 出場 | 進球 |
| --------------- | -------- | -------- | ---- | ---- | ------ | ------ | ------ | ------ | -------- | -------- | ---- | ---- | ---- | ---- |
| 波特蘭荊棘      | 2021     | NWSL     | 11   | 0    | —      | —      | 1      | 0      | —        | —        | —    | —    | 12   | 0    |
| 波特蘭荊棘      | 2022     | NWSL     | 18   | 2    | 5      | 1      | 2      | 0      | —        | —        | —    | —    | 25   | 3    |
| 波特蘭荊棘      | 小計     | 小計     | 29   | 2    | 5      | 1      | 3      | 0      | 0        | 0        | 0    | 0    | 37   | 3    |
| 紐澤西/紐約高譚 | 2023     | NWSL     | 21   | 1    | 6      | 1      | 3      | 1      | —        | —        | —    | —    | 30   | 3    |
| 紐澤西/紐約高譚 | 2024     | NWSL     | 25   | 5    | 1      | 0      | 2      | 0      | 3        | 3        | 4    | 1    | 35   | 9    |
| 紐澤西/紐約高譚 | 小計     | 小計     | 46   | 6    | 7      | 1      | 5      | 1      | 3        | 3        | 4    | 1    | 65   | 12   |
| 生涯總計        | 生涯總計 | 生涯總計 | 75   | 8    | 12     | 2      | 8      | 1      | 3        | 3        | 4    | 1    | 102  | 15   |

1. ↑  包括國家女子足球聯賽挑戰盃（英语：NWSL Challenge Cup）
2. ↑  包括國家女子足球聯賽季後賽
3. ↑  包括中北美洲及加勒比海女子冠軍盃
4. ↑  包括NWSL x 墨女超夏季盃（英语：NWSL x Liga MX Femenil Summer Cup）

### 國家隊統計
最後更新：2024年12月3日
| 國家隊 | 年份 | 出場數 | 進球數 | 助攻數 |
| ------ | ---- | ------ | ------ | ------ |
| 美國   | 2024 | 4      | 0      | 1      |
| 總計   | 總計 | 4      | 0      | 1      |

## 榮譽
波特蘭荊棘
- NWSL銀盾獎：2021年[33]
- NWSL季後賽冠軍：2022年[34]

 紐澤西/紐約高譚
- NWSL季後賽冠軍：2023年[35]

## 外部連結
- 雅茲敏·萊恩在國家女子足球聯賽
- 雅茲敏·萊恩 （页面存档备份，存于）在紐澤西/紐約高譚
- 雅茲敏·萊恩 （页面存档备份，存于）在德克薩斯基督教大學角蜥女子足球隊（英语：TCU Horned Frogs women's soccer）
- Soccerway資料庫：雅茲敏·萊恩
- 雅茲敏·萊恩的Instagram帳戶
- 雅茲敏·萊恩的X（前Twitter）